# Холодний нептун

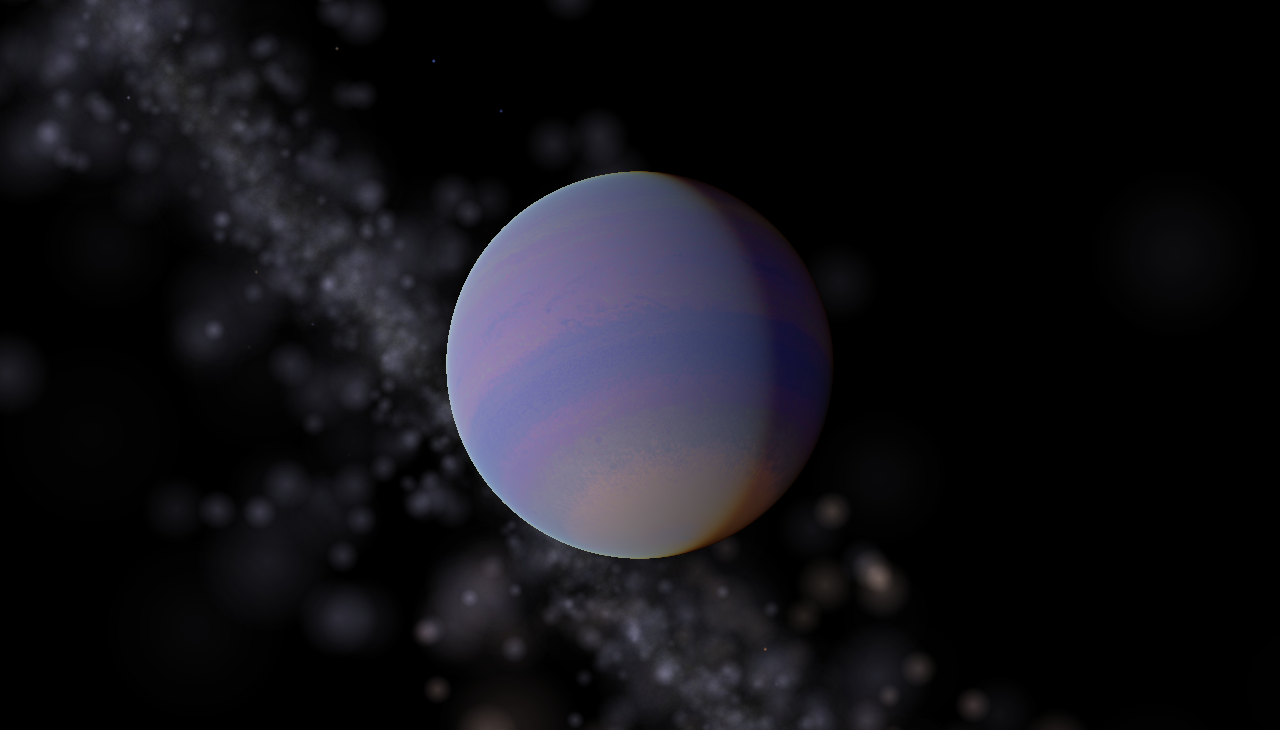
Можливий вигляд Холодного нептуна

Холо́дний непту́н — клас екзопланет, які можна порівняти за розмірами з Нептуном і що знаходяться приблизно на відстані двох і більше астрономічних одиниць від своєї зірки. Наразі таких екзопланет знайдено дуже мало, тому що вони розміщені на досить великій відстані від зірки, і також їх відносно невеликий розмір робить ймовірність виявлення дуже низькою.

## Можливі представники
- MOA-2009-BLG-319 b
- OGLE-2007-BLG-368L b
- OGLE-2005-BLG-169Lb